# Perimylopidae
Perimylopidae  (лат.) — небольшое семейство разноядных жуков. Известно около 20 видов, встречающиеся на юге Южной Америки, в том числе Фолклендские острова и Южная Георгия (17 видов из 6 родов), и в Тасмании (3 вида из 2 родов).

## Список видов
- семейство: Perimylopidae St. George, 1939

- род: Chanopterus Boheman, 1858

- вид: Chanopterus paradoxus Boheman, 1858

- род: Hydromedion Waterhouse, 1876

- вид: Hydromedion anomocerum Fairmaire, 1885
- вид: Hydromedion elongatum Waterhouse, 1876
- вид: Hydromedion magellanicum (Fairmaire, 1884)
- вид: Hydromedion sparsutum (Müller, 1884)
- вид: Hydromedion variegatum Waterhouse, 1876

- род: Melytra Pascoe, 1869

- вид: Melytra ovata Pascoe, 1869

- род: Parahelops Waterhouse, 1876

- вид: Parahelops angulicollis Fairmaire, 1885
- вид: Parahelops antarcticus Kulzer, 1963
- вид: Parahelops darwinii Waterhouse, 1876
- вид: Parahelops falklandicus Kulzer, 1963
- вид: Parahelops haversii Waterhouse, 1876
- вид: Parahelops kuscheli Kulzer, 1963
- вид: Parahelops pubescens Waterhouse, 1876
- вид: Parahelops quadricollis Waterhouse, 1876

- род: Perimylops Müller, 1884

- вид: Perimylops antarcticus Müller, 1884

- род: Promecheilus Solier in Gay, 1851

- вид: Promecheilus variegatus Solier in Gay, 1851

- род: Pseudodarwinella Ukrainsky, 2009

- вид: Pseudodarwinella amaroides (Enderlein, 1912)

- род: Sirrhas Champion, 1893

- вид: Sirrhas limbatus Champion, 1893
- вид: Sirrhas variegatus Lawrence, 1994